# 蒙托 (多尔多涅省)
蒙托（法語：Montaut，法語發音：[mɔ̃to]）是法国多尔多涅省的一个市镇，属于贝尔热拉克区。

## 地理
蒙托（44°44'54"N, 0°37'36"E）面积16.16 平方千米，位于法国新阿基坦大区多爾多涅省，该省份为法国西南部内陆省份，是法國本土面积第三大的省，大致对应佩里戈尔地区，北起顺时针与夏朗德省、上维埃纳省、科雷兹省、洛特省、洛特-加龙省、吉倫特省和滨海夏朗德省接壤。
与蒙托接壤的市镇（或旧市镇、城区）包括：福村、布瓦斯、巴尔杜、伊西雅克、蒙马达莱斯、蒙萨克、圣塞尔南-德拉巴尔德。

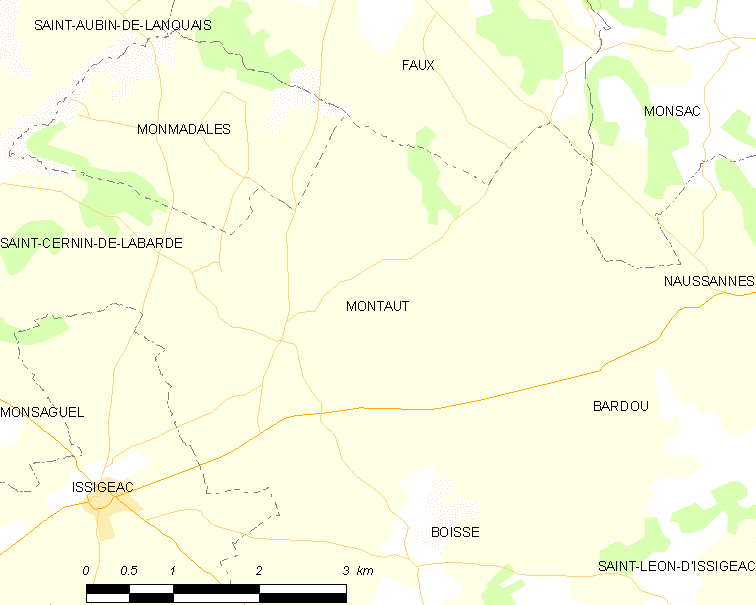
的OSM定位图

蒙托的时区为UTC+01:00、UTC+02:00（夏令时）。

## 行政
蒙托的邮政编码为24560，INSEE市镇编码为24287。

## 政治
蒙托所属的省级选区为南贝尔热拉库瓦县。

## 人口

1962-2008年间人口变化图示

蒙托于2022年1月1日时的人口数量为127人。